# Castell de Puillorenç
El Castell de Puillorenç o de Puigllorenç (en occità Castèl de Puèg-Lhaurenç o Castèl de Puèglaurenç) és un castell d'Occitània, al departament de l'Aude (França), al cim del Mont Ardu a 697 m., del qual se'n poden veure encara unes restes bastant ben conservades. Al costat del poble de Puigllorenç, i prop del poble de La Pradèla en el terme de La Pradèla, va ser durant quatre segles la fortalesa més meridional de França. Castell pedagògic per excel·lència, Puigllorenç representa la plaça defensiva més completa.

## Història

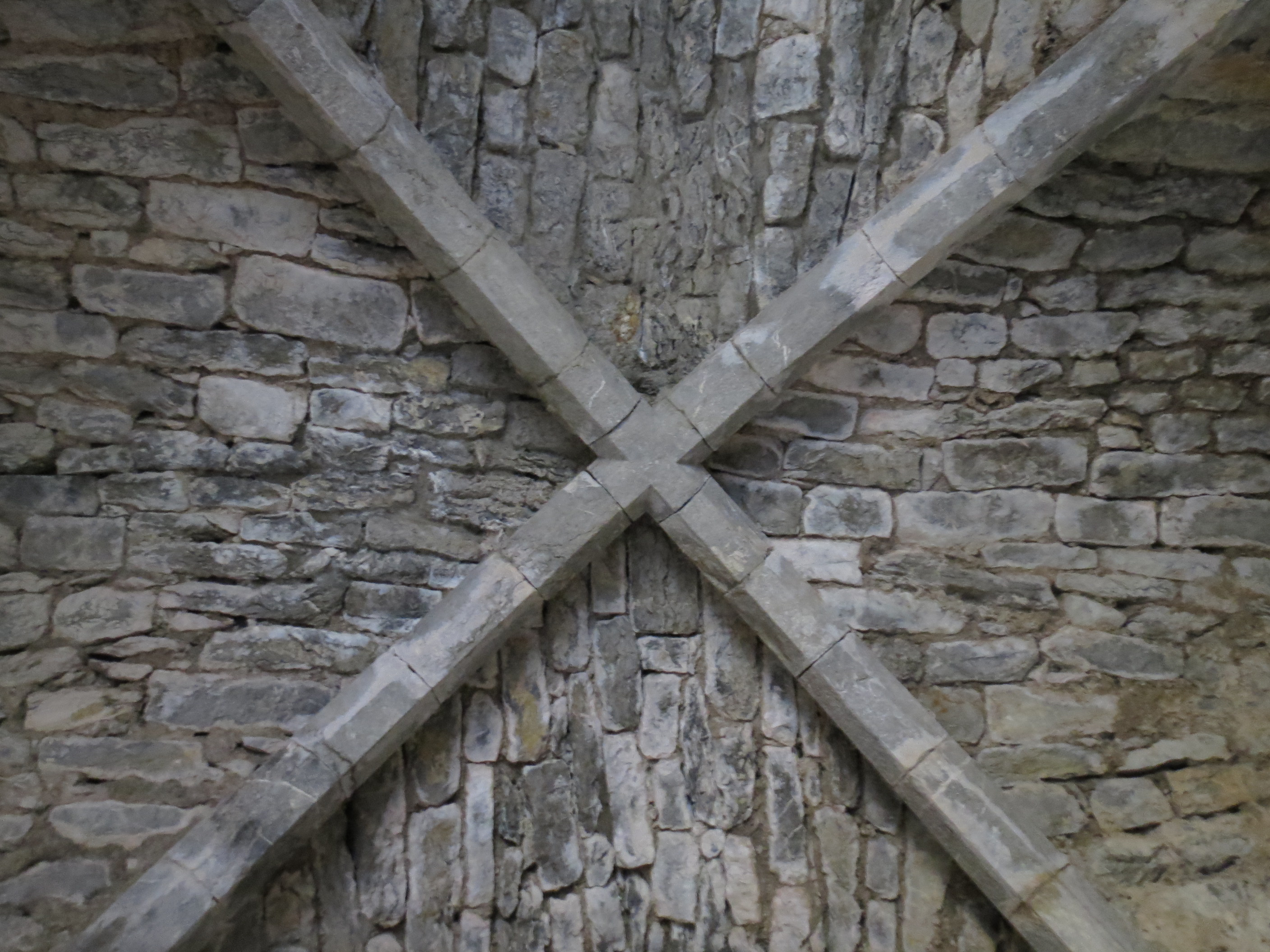
Torre de la dama Blanca

El nom apareix per primera vegada el 958 en una carta on Lotari I de França concedeix al monestir de Sant Miquel de Cuixà el territori prebostal de Puillorenç a la vall de Santa Creu. El document menciona també la presència d'una església de Sant Llorenç que serveix de refugi fortificat i elevat d'època carolíngia.
El castell primitiu, dit de Sant Lluc, fou bastit entre 958 i 986 dins d'una gran propietat cedida al monestir de Cuixà pel comte Sunifred II de Cerdanya i Besalú, i fou ampliat amb la gran muralla que encara subsistia als segles xi i xii, fou fortificat de nou i reparat al llarg del xiii.
El castell pertangué als senyors de Perapertusa i el primer conegut és Pere Català, vassall de Pere de Perapertusa el 1217. El 1229 pertanyia a Guillem de Perapertusa i el 1242 a Roger Català, fill de Guillem.

### Càtars
El 1241 s'hi va allotjar Pere Paraire, diaca càtar de la Fenolleda. També s'hi refugiaren alguns perfectes el 1245 i 1246. Simó de Montfort mai no s'apoderà del castell.

### Domini francès
Cap al 1250 ja era en mans del rei Lluís IX de França i el 1255 el senescal de Carcassona va rebre l'orde de Sant Lluís de fortificar-lo. El 1258 el tractat de Corbeil va assegurar el castell a França i el 1259 s'hi va establir una guarnició sota les ordres del senyor de la fortalesa Odó de Monteuil. El 1263 i cap al 1280 s'hi van fer obres.
Després del tractat dels Pirineus (1659), el castell, com els altres quatre "fills de Carcassona", va perdre importància estratègica en deixar de ser fronterer i va acollir una guarnició de veterans fins a la Revolució, durant la qual fou definitivament abandonat.

## Arquitectura

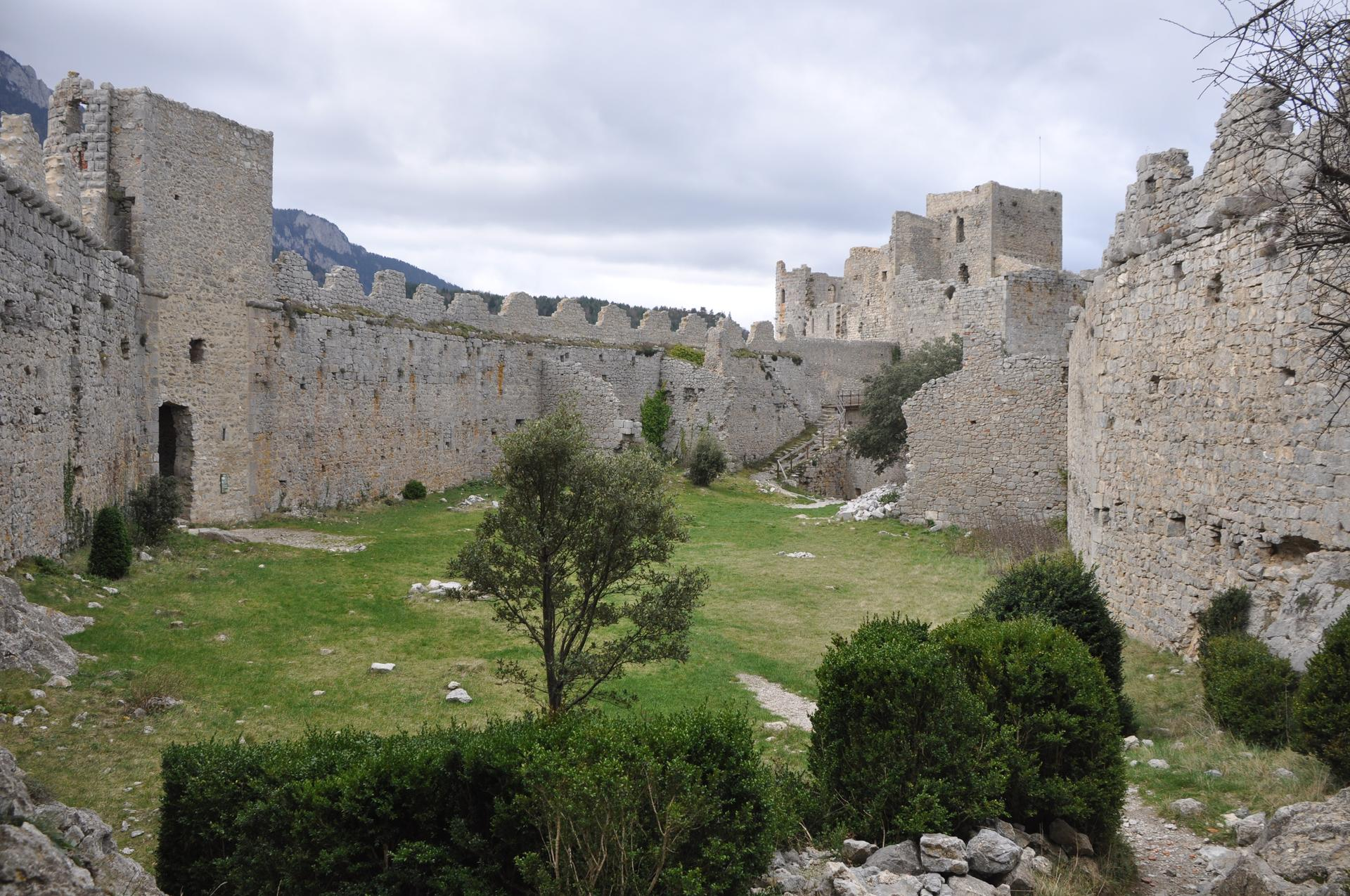
Castell de Puillorenç

A l'exterior, és envoltat per un alt mur emmerletat amb torres semicirculars als angles. Una gran torre quadrada del segle x s'aixeca a l'angle nord-oest.
A l'interior, a la dreta del pati es veu les torres i l'antiga cisterna. Una rampa porta a una terrassa d'accés a l'edifici principal on es troben dues torres circulars i una de quadrada, la més elevada, coneguda com a Torre de l'homenatge. La torre circular situada a l'oest es coneix com a Torre de la Dama Blanca perquè s'hi va allotjar Blanca de Borbó, neboda de Felip IV el Bell, en una parada durant un viatge. Força ben conservada amb voltes de creueria que descansen sobre unes cartel·les prismàtiques i un arc cruciforme; un conducte vertical permet la comunicació per veu entre les diverses altures de la torre. Entre ambdues torres hi ha una cisterna que recull aigua de pluja i a dalt tres conductes situats a la cortina de la muralla amb un dels matacans que disposen de latrina.

## Puillorenç i el final del catarisme
Després de la caiguda de Montsegur a la primavera de 1244, tot Occitània restà convulsa, i l'esperança dels pobles i habitants per mantenir l'esperit crític respecte dels poders de l'Església es desintegrà. Fou llavors quan es produí el major èxode de famílies senceres que, en precàries condicions, cercaven la salvació de les seves vides, fugint de les seves terres d'origen; la majoria ho feren cap al sud, travessant els ports de muntanya dels Pirineus, per entrar a Catalunya i altres territoris de l'antic regne d'Aragó, segons confirmen els centenars de restes d'occitans conservats, així com diverses llegendes mantingudes en el temps i l'espai.
Mentrestant, al Llenguadoc, les resistències dels que quedaven foren insignificants. Les últimes esperances se centraven en Puillorenç i en la imponent fortalesa de Querbús. Després de la caiguda de Montsegur, nombrosos creients es refugiaren a Puillorenç.
Puillorenç, arraulit sobre profunds barrancs, al cor de la Fenolleda, va pertànyer des del segle X al comte de Besalú, i, amb la mort de Bernat Tallaferro (1111), va passar a la casa de Barcelona, essent la possessió més septentrional de la ciutat Comtal. En temps de la croada, aquesta fortalesa tenia com a senyor feudal, l'any 1217, un tal Pere Català, que la va cedir després al seu fill Roger; tots dos es van caracteritzar per donar asil a famílies càtares, i condemnats per l'Església com a faidits; de fet, nombrosos creients de Montsegur, després de la caiguda de la fortalesa, reberen refugi a Puillorenç. Roger Català cedí la responsabilitat de la defensa de la fortalesa a Chabèrt de Barbairan (en català Jasbert de Barberà)), enginyer militar del rei d'Aragó, el qual aconseguí mantenir el castell segur, aïllat del soroll de les armes de la guerra, com a sentinella català dels territoris més al nord de la Casa de Barcelona, i rebutjant en més d'una ocasió els atacs dels croats.
A l'entrar al seu ampli pati d'armes, encara avui dia hom experimenta un profund calfred al recordar el malson de la croada, però, a la vegada, el valor dels seus defensors, per una causa comuna. En les excavacions aparegué una galeria secreta que comunica les entranyes del donjon, la torrassa, amb el llit del riu Bolzana, que discorre al fons de la vall. L'any 1258, a conseqüència del tractat de Corbeil, tota la Fenolleda passà al regne de França. Però encara restava en mans occitanes una altra fortalesa emblemàtica per al catarisme: el Castell de Querbús. Un veritable niu d'àguiles elevat sobre una muntanya de les Corberes.
Segons les cròniques de Sant Just del Besun, la fortalesa va caure a mans del croats l'any 1250. Mig segle més tard, Puillorenç, Aguilar, Perapertusa, Querbús i Termes formaven la línia de ciutadelles de la monarquia francesa, alineades davant la frontera catalanoaragonesa.
| Lastors Ciutadella de Carcassona Puillorenç Montsegur Puivert Arcas Tèrme Vilaroja- Termenès Perapertusa Querbús Aguilar Tolosa Carcassona Foix Minerve Narbona cap a Montpeller cap a Perpinyà Mediterrània |

## Llegendes
Aquesta fortalesa també està relacionada amb el fatal desenllaç de Blanca de Borbó, neta del monarca francès Felip IV el Bell, que va residir a Puillorenç, indret en el qual conta la llegenda que va ser assassinada pel seu marit Pere I de Castella dit el Cruel.
La llegenda conta que la Senyora Blanca, la neboda petita de Felip el Bell, ve durant les nits pàl·lides a passejar les seves vaporoses veles sobre el camí de ronda de les muralles desmantellades.

## Accés

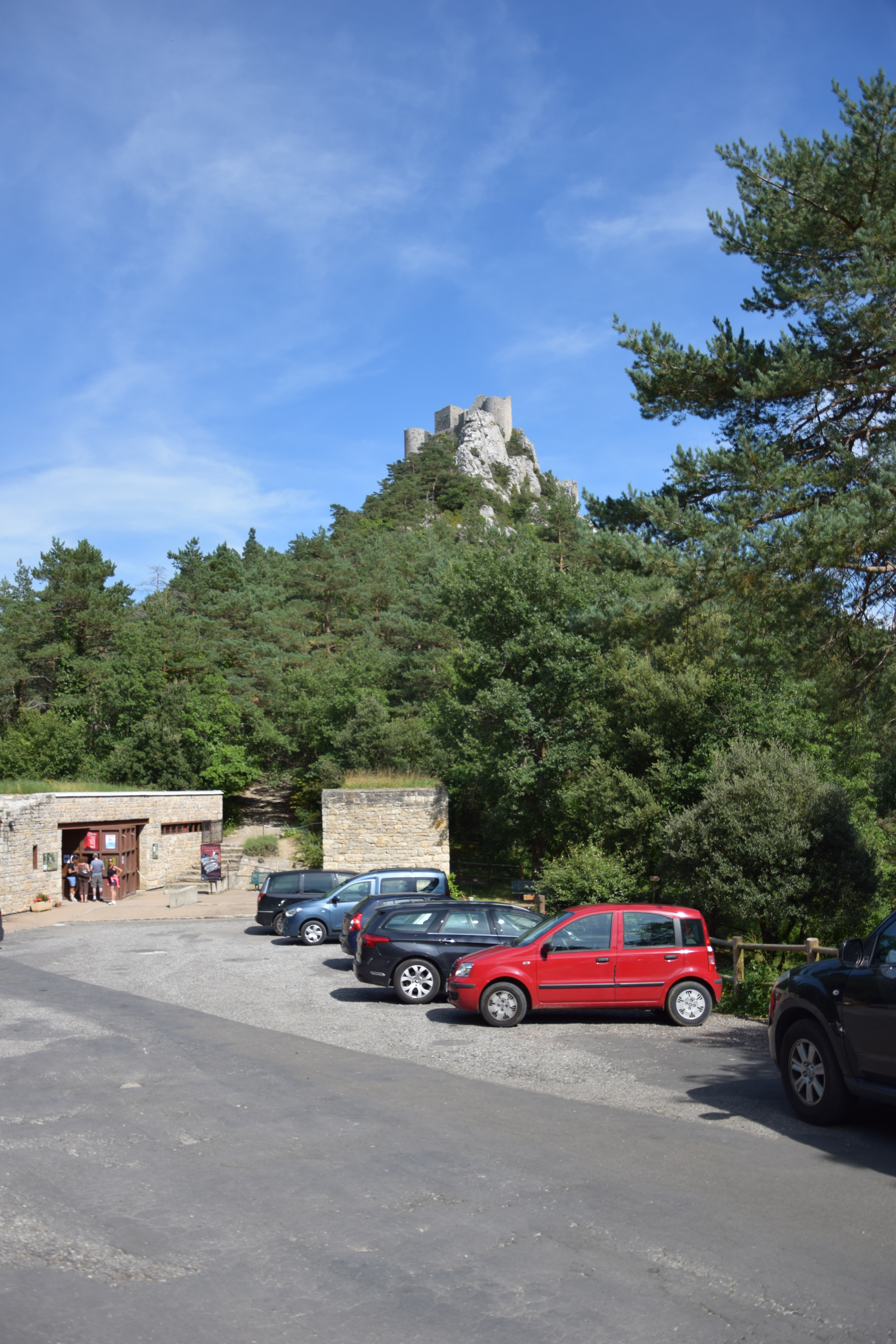
Accés al castell

L'accés al castell es fa des de la carretera D22, en una desviació que puja cap al puig fins a arribar a una zona d'aparcament amb una botiga de records. Des d'allà es puja per un camí en no gaire bon estat, fins a l'accés en ziga-zaga, aquí per mitjà d'unes escales de pedra, fins a arribar a la porta d'entrada.
Puillorenç, la més fotogènica de les fortaleses càtares del Llenguadoc, domina, sobre un altiu turó de roca grisenca, la profunda vall de Bolzana, sobre les teulades del poble de La Pradèla e Puèglaurenç, el castell està obert al públic tot l'any; el seu pati d'armes és impressionant (60 x 25 metres) i es troba convenientment protegit per una elevada muralla i dues torres; la torre de l'homenatge és anomenada de la Dama Blanca, perquè allí és on va ser assassinada Blanca de Borbó. Puillorenç és un recinte veritablement inexpugnable, per les seves entranyes es desenvolupa tot un laberint de galeries subterrànies, del temps del catarisme, a través de les quals els seus defensors es movien lliurement, i coves naturals, en què els perfectes, i també els cavallers templers, celebraven els seus ritus d'iniciació.

## Aclariment
Tot el referit a la reina Blanca de Borbó es pura fantasia, atès que està ben documentat que aquesta va morir (això si enverinada) per ordre del rei a Medina-Sidonia, Càdis. El seu cos fou sepultat en el Monestir de "San Francisco" de Jerez de la Frontera el juliol de 1361.